# دانشکده منابع طبیعی دانشگاه تهران
دانشکده منابع طبیعی دانشگاه تهران یکی از دانشکده‌های دانشگاه تهران در دانشکدگان کشاورزی و منابع طبیعی است که در زمینه آموزش و پژوهش در رابطه با شناخت و حفظ منابع طبیعی کشور فعالیت می‌کند.
آرامگاه دکتر کریم ساعی بنیانگذار علوم منابع طبیعی در ایران در محوطه این دانشکده قرار دارد.

## پیشینه
دانشکده منابع طبیعی اولین و بزرگترین مرکز آموزش عالی منابع طبیعی ایران به‌شمار می‌رود. این بخش با نام دانشکده جنگلداری در سال ۱۳۴۵ تأسیس شد و از سال ۱۳۵۱ به دانشکده منابع طبیعی تغییر نام داد. پیش از این رشته جنگل و مرتع از سال ۱۳۲۱ در دانشکده کشاورزی کرج دایر بوده و انستیتو جنگل و مرتع نیز به منظور تحقیقات در این زمینه از سال ۱۳۴۲ دایر شده بود.

## گروه‌های آموزشی
- جنگلداری و اقتصاد جنگل
- چوب‌شناسی و صنایع چوب‌وکاغذ
- احیاء مناطق خشک‌وکوهستانی
- شیلات
- محیط زیست

## رشته‌های آموزشی
- علوم و مهندسی شیلات
- علوم و مهندسی محیط زیست
- علوم و مهندسی جنگل
- علوم و مهندسی صنایعمبلمان
- علوم و مهندسی چوب و صنایعکاغذ
- علوم و مهندسی مرتع و آبخیزداری (طبیعت)

## امکانات آموزشی و پژوهشی
- ایستگاه تحقیقاتی طالقان
- جنگل آموزشی و پژوهشی خیرودکنار با وسعت ۸۰۰۰ هکتار و جنگل سرو سیمین با وسعت ۱ هکتار
- چهار ایستگاه پژوهشی تحقیقات بیابان در شهرهای کرمان، بیرجند، سمنان و کاشان
- مرکز رشد واحدهای فناوری کشاورزی و منابع طبیعی
- مرکز انفورماتیک
- کتابخانه منابع طبیعی
- تالار اجتماعات امام خمینی
- آزمایشگاه‌های تخصصی آب، خاک، باد، آبزیان
- پنج ساختمان آموزشی و اداری

## نگارخانه

نگارخانه
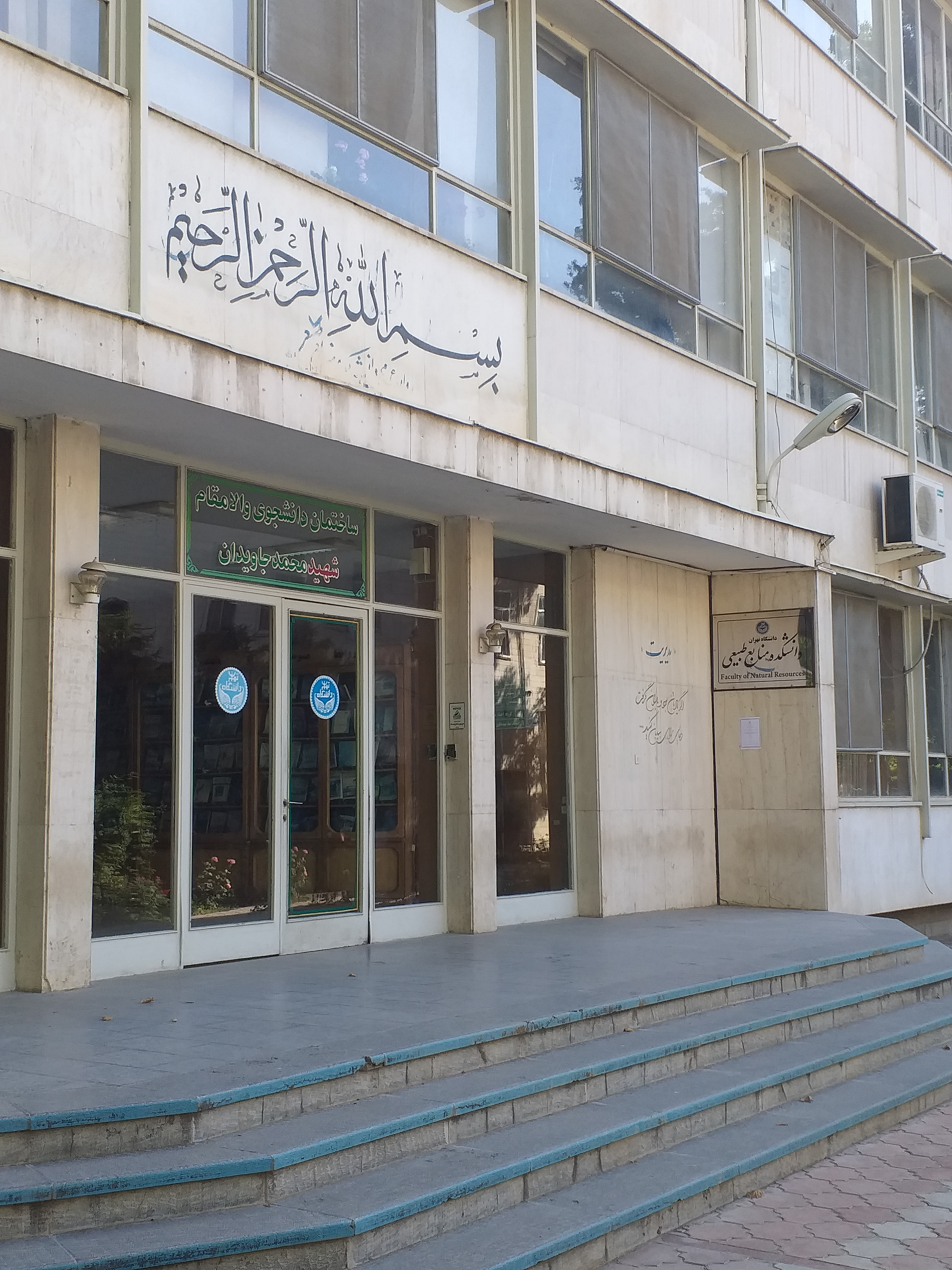
ساختمان آموزشی شهید محمد جاویدان (ساختمان اداری دانشکده منابع طبیعی دانشگاه تهران
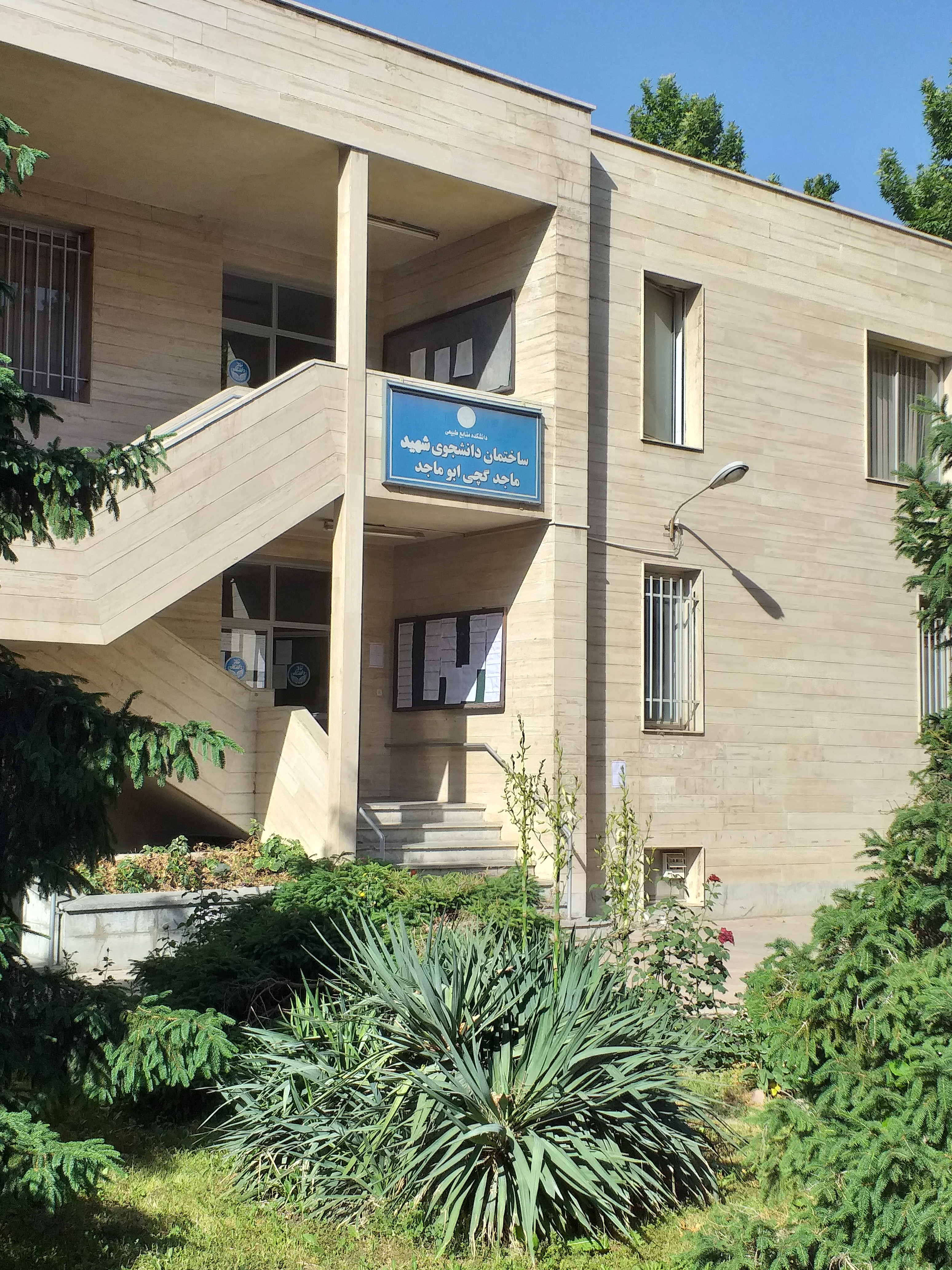
ساختمان آموزشی شهید ماجد گچی ابو ماجد
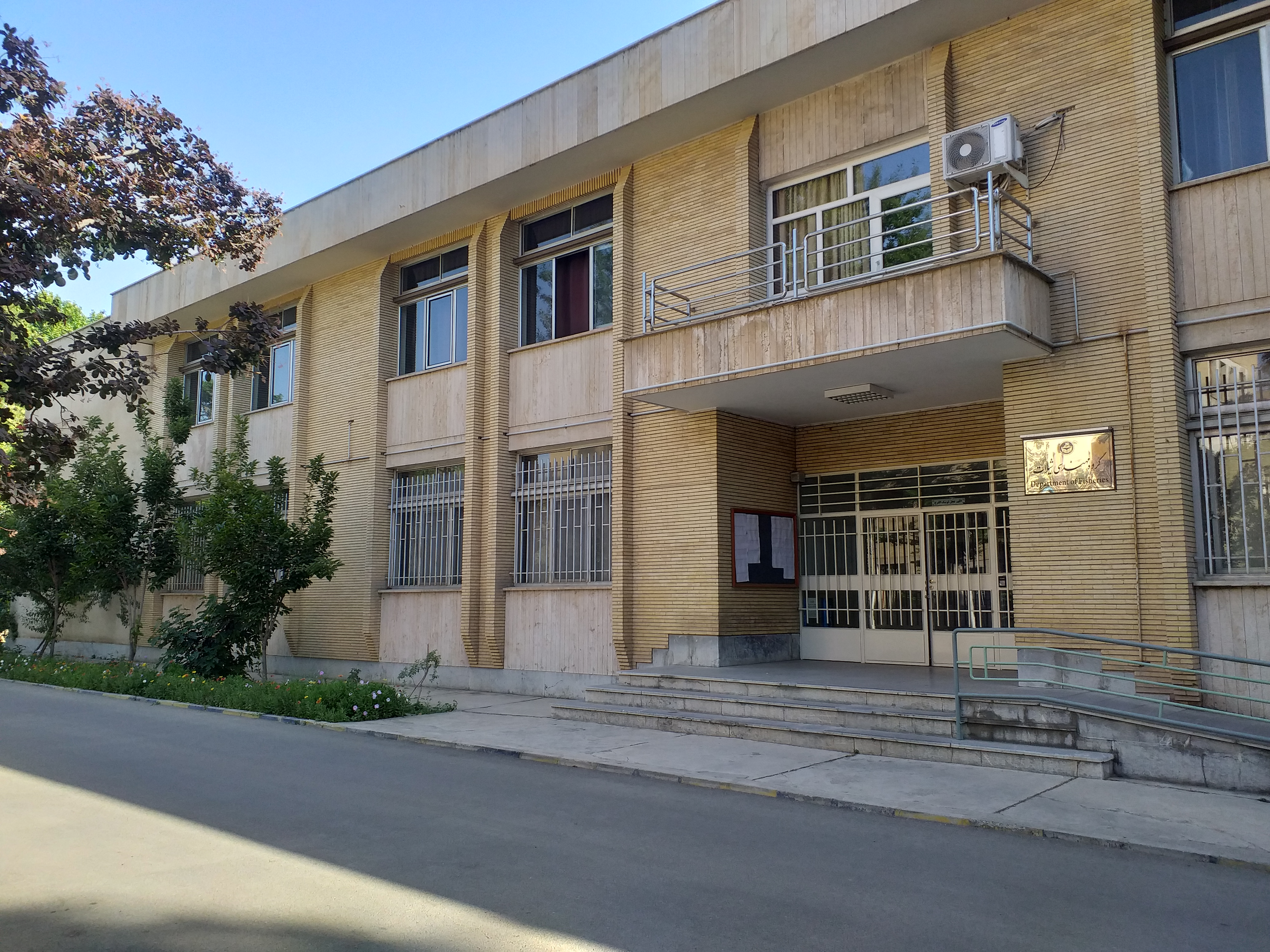
ساختمان آموزشی شهید محمد جاویدان (ساختمان آموزشی و اداری گروه علوم مهندسی شیلات)
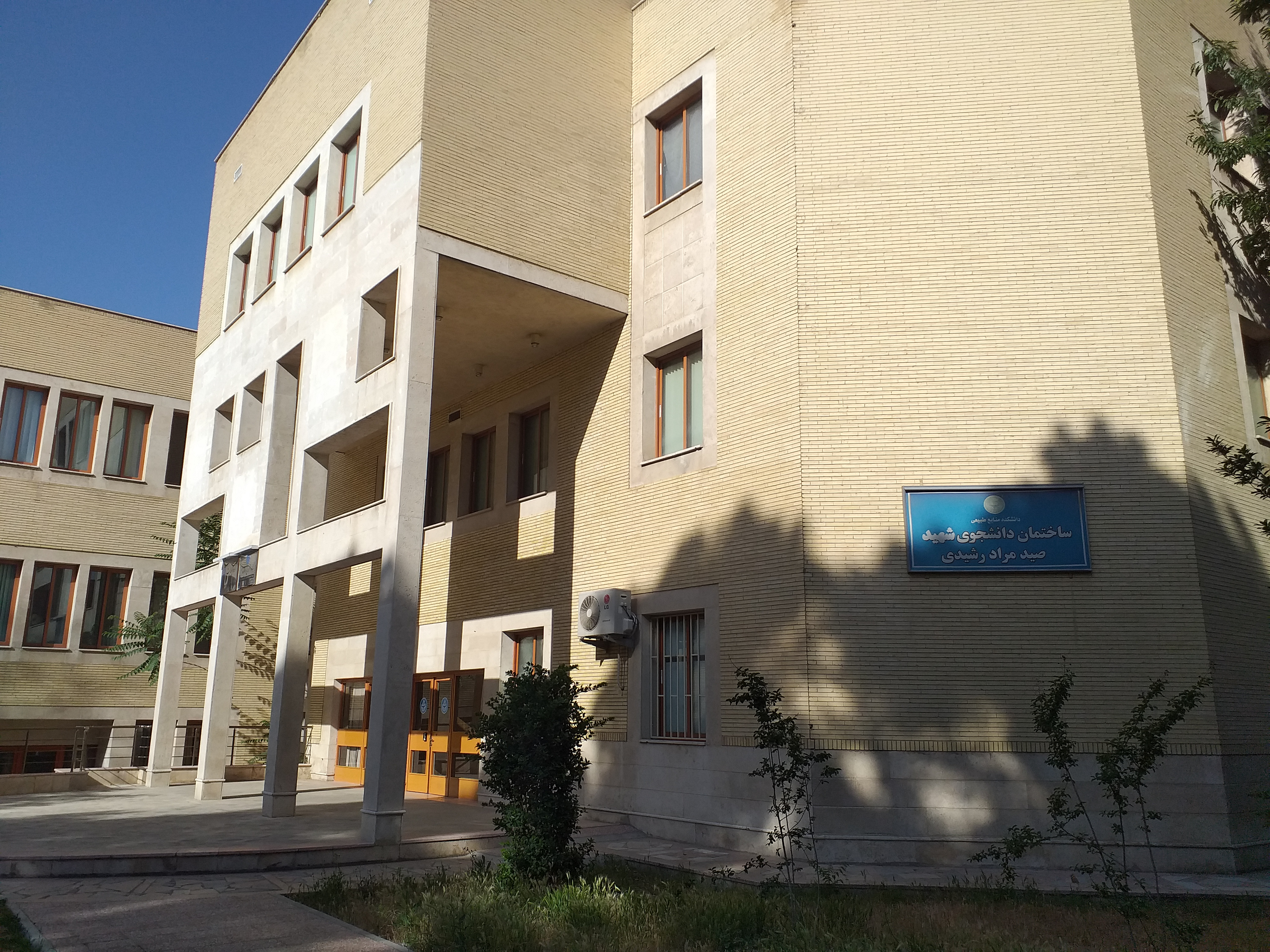
ساختمان آموزشی شهید صید مراد رشیدی
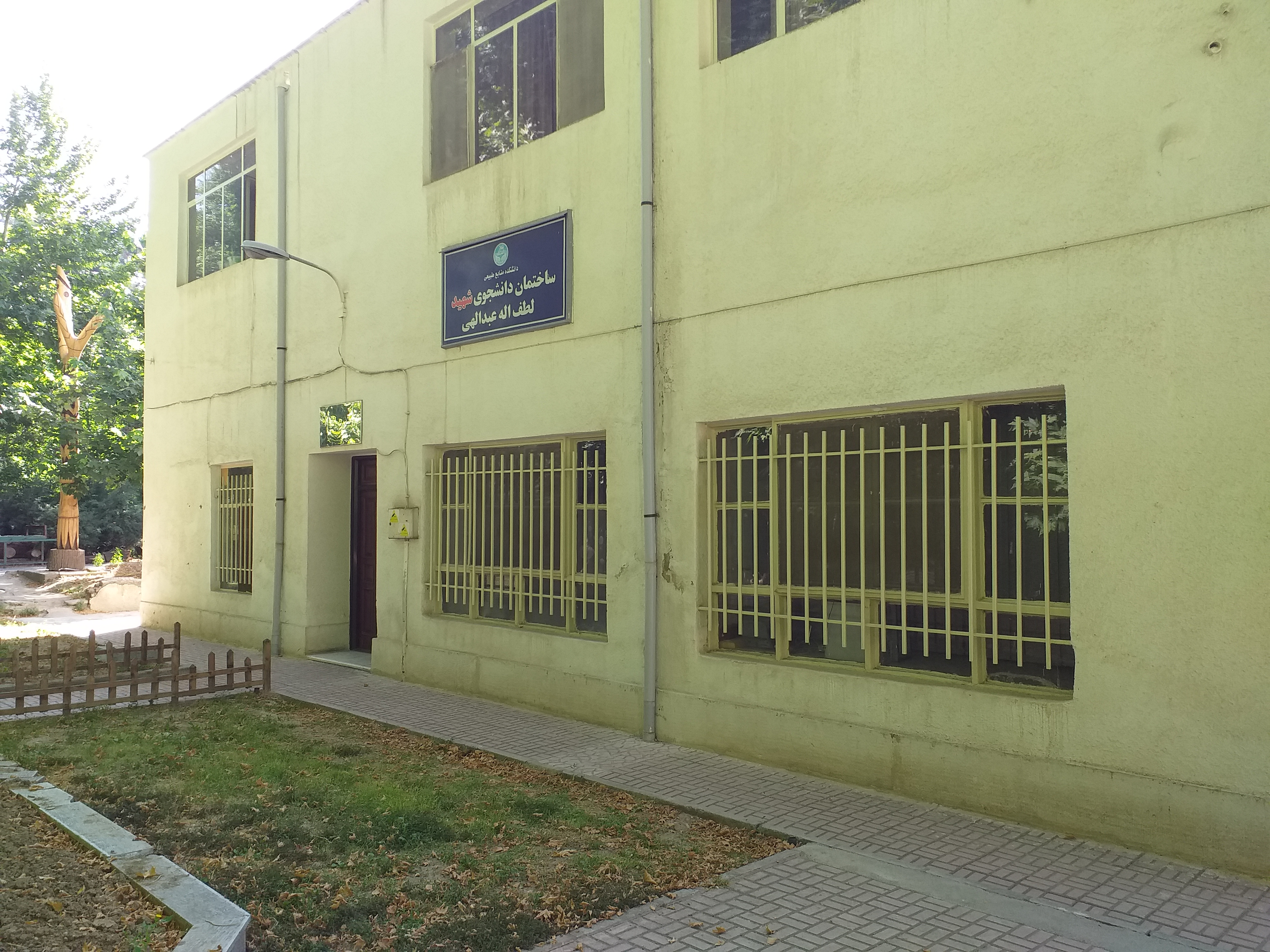
ساختمان آموزشی شهید لطف‌الله عبداللهی
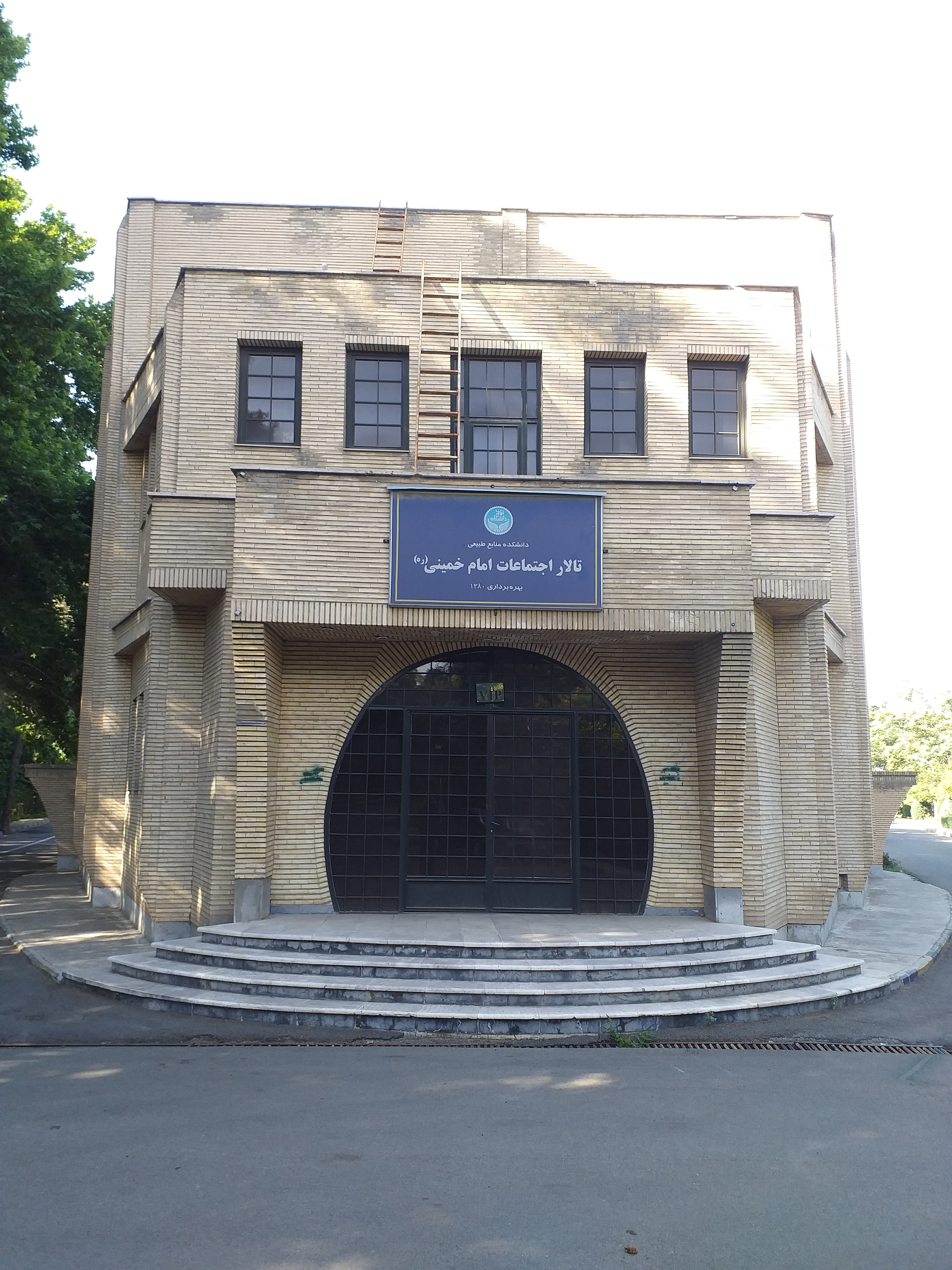
تالار اجتماعات امام خمینی
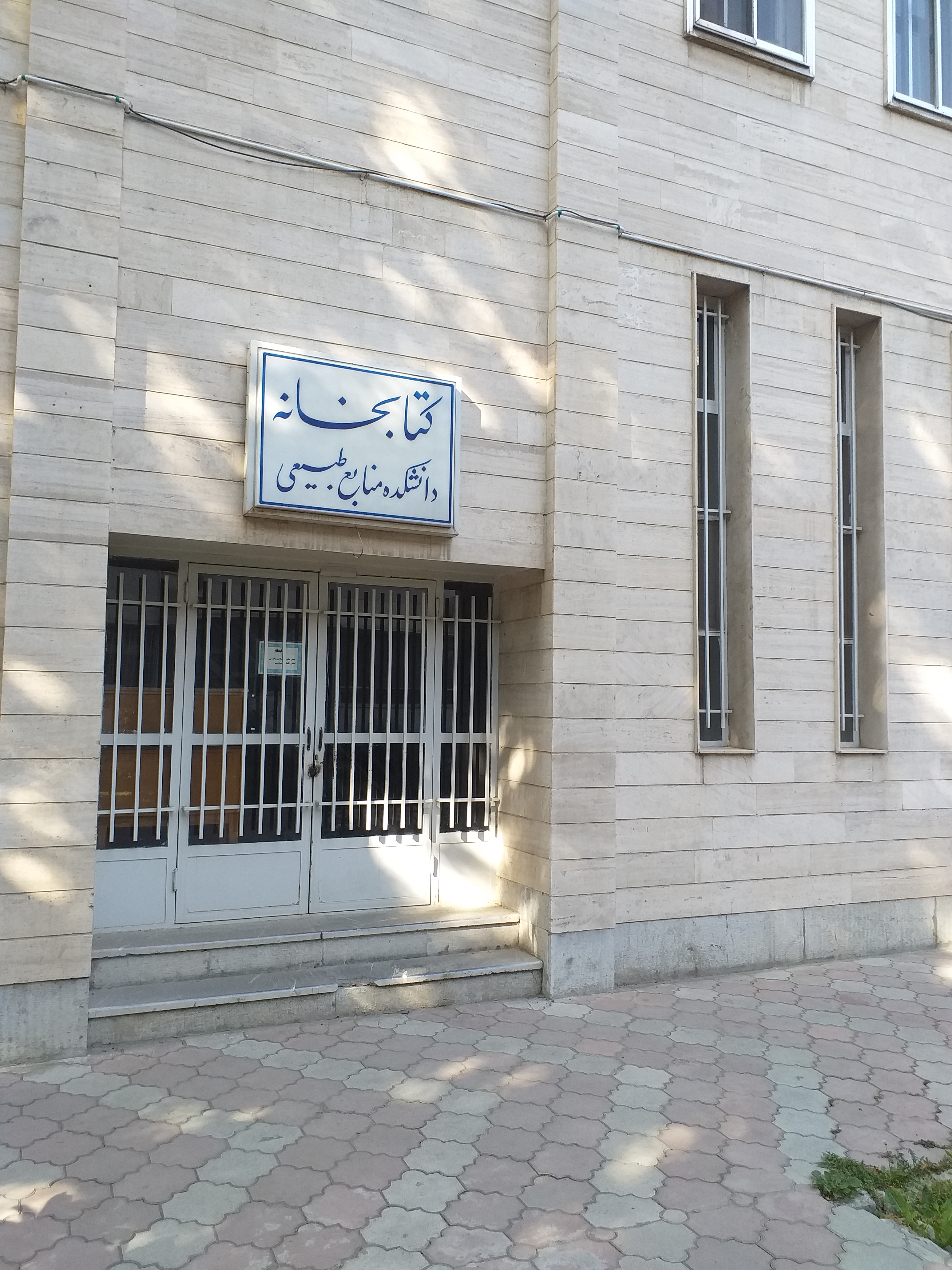
کتابخانه دانشکده منابع طبیعی
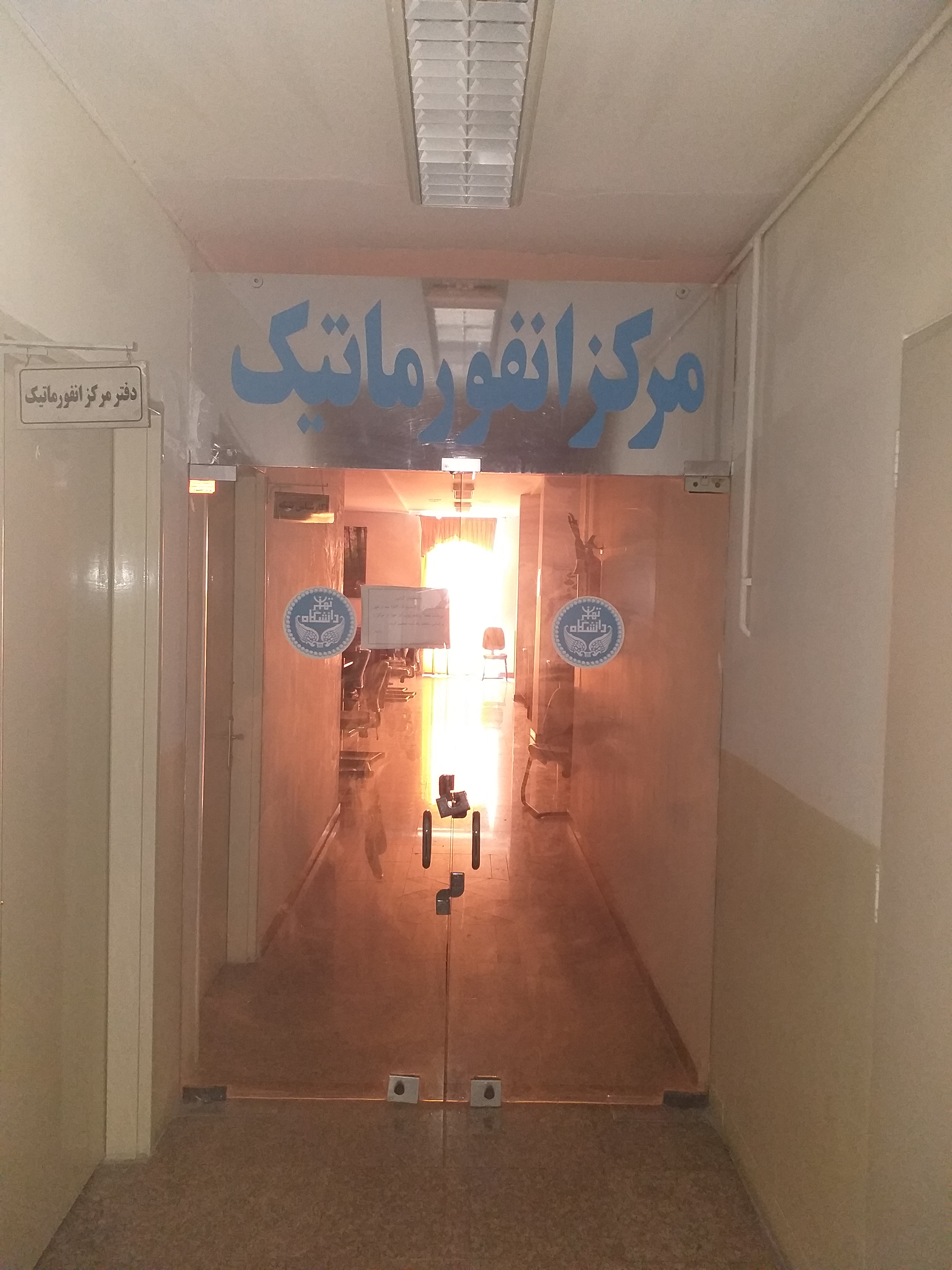
مرکز انفورماتیک دانشکده منابع طبیعی دانشگاه تهران
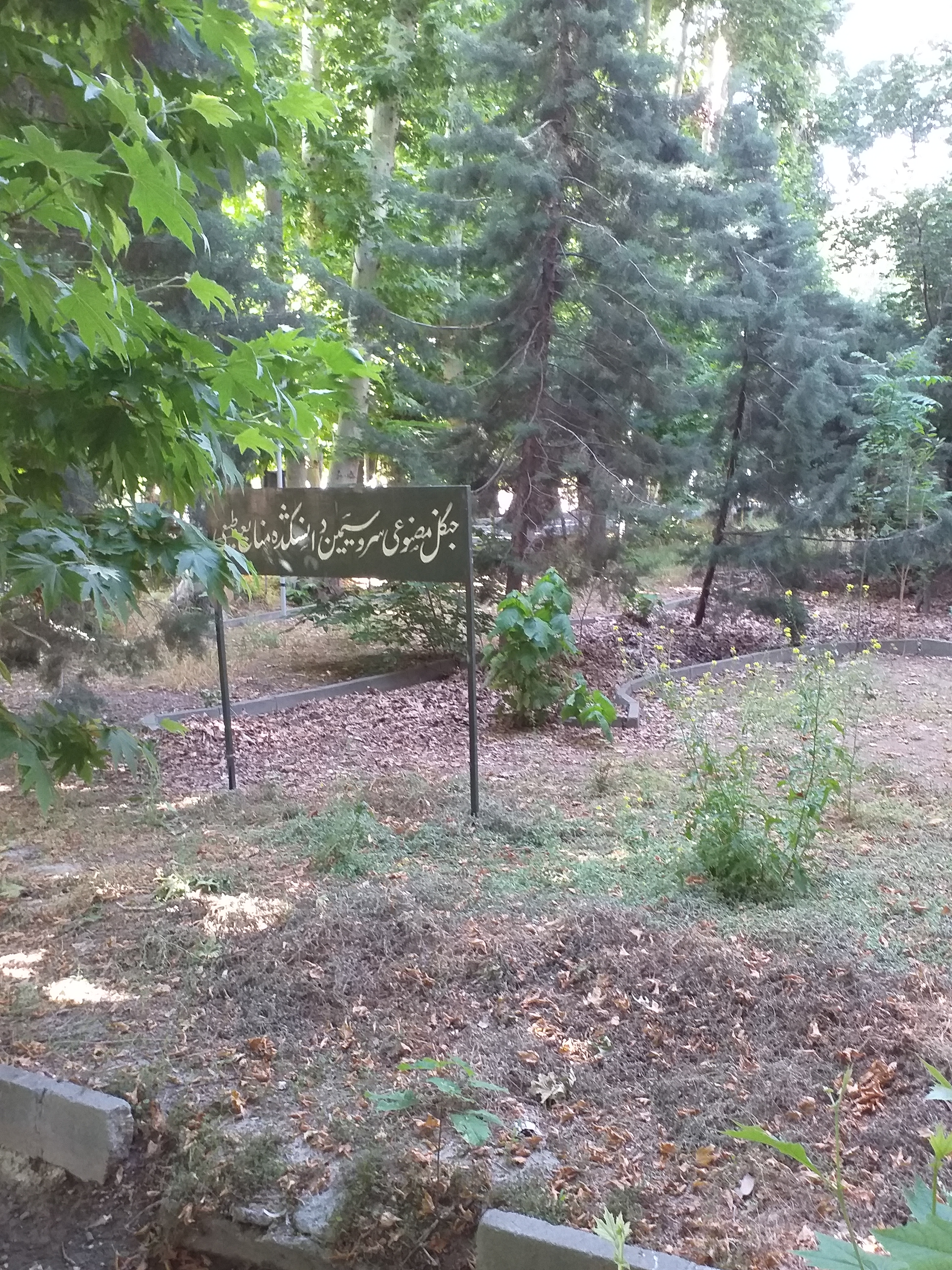
جنگل مصنوعی سرو سیمین
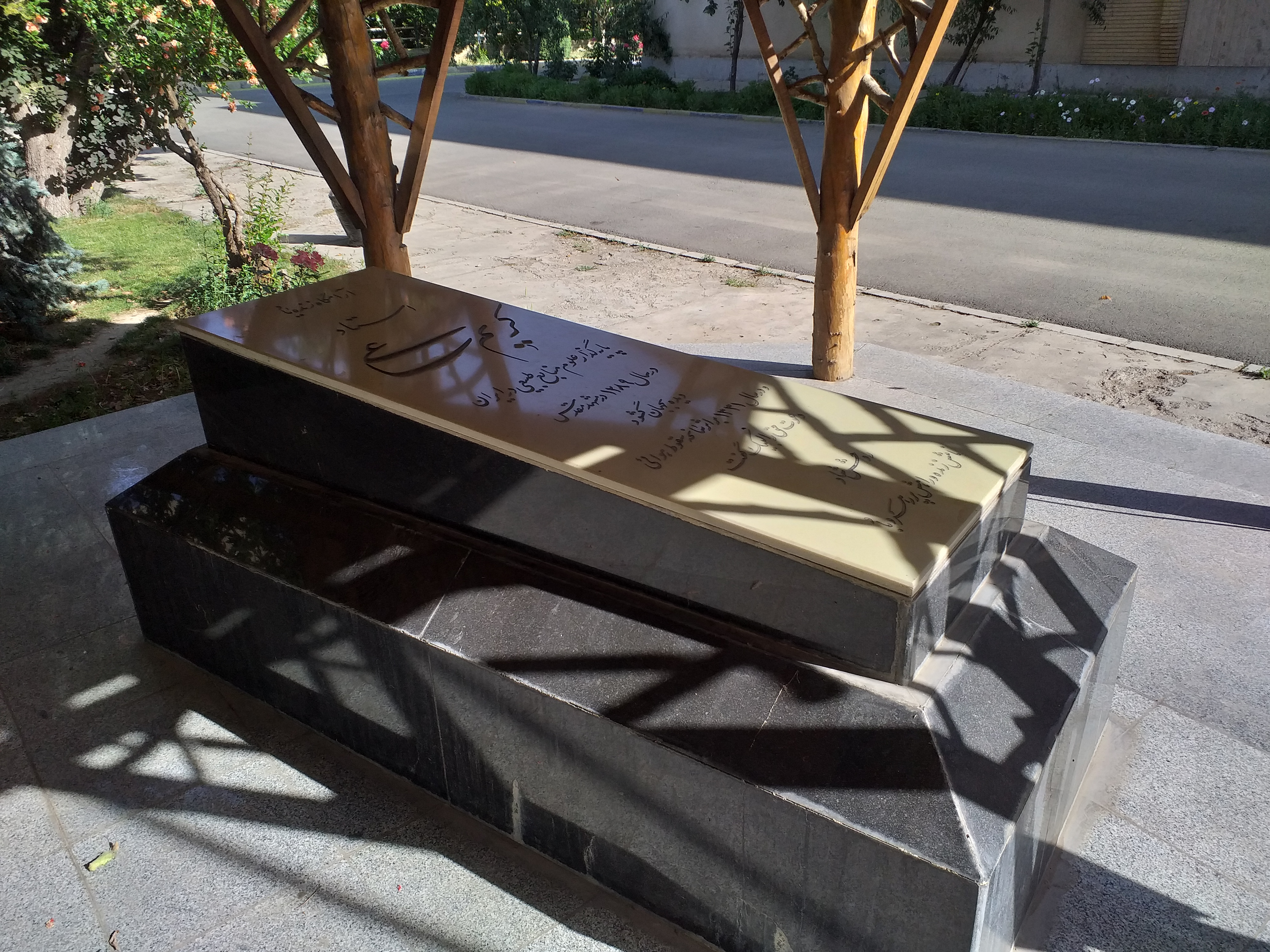
آرامگاه زنده یاد دکتر کریم ساعی (بنیانگذار علوم منابع طبیعی در ایران) در دانشکده منابع طبیعی دانشگاه تهران